# Saison 2015-2016 du Rugby club toulonnais
Cette page présente la saison 2015-2016 du Rugby club toulonnais en Top 14 et en coupe d'Europe.

## Staff technique
| Nom                   | Poste                                    | Nationalité sportive |
| --------------------- | ---------------------------------------- | -------------------- |
| Bernard Laporte       | Manager général                          | France               |
| Diego Domínguez       | Assistant manager                        | Argentine            |
| Jacques Delmas        | Entraîneur (avants)                      | France               |
| Steve Meehan          | Entraîneur (arrières)                    | Australie            |
| Tom Whitford          | Manager (assistant)                      | Angleterre           |
| David Fraisse         | Analyste vidéo                           | France               |
| Paul Stridgeon        | Responsable des performances athlétiques | Angleterre           |
| Gilles Allou          | Préparateur physique                     | France               |
| Jean Baptiste Grisoli | Médecin                                  | France               |
| Gilles Panzani        | Intendant                                | France               |
| Jean-Pierre Darnaud   | Ostéopathe                               | France               |

## La saison
Budget
Avec un budget de 26,86 millions d'euros, celui-ci est le 4e budget du Top 14.

### Récit de la saison sportive

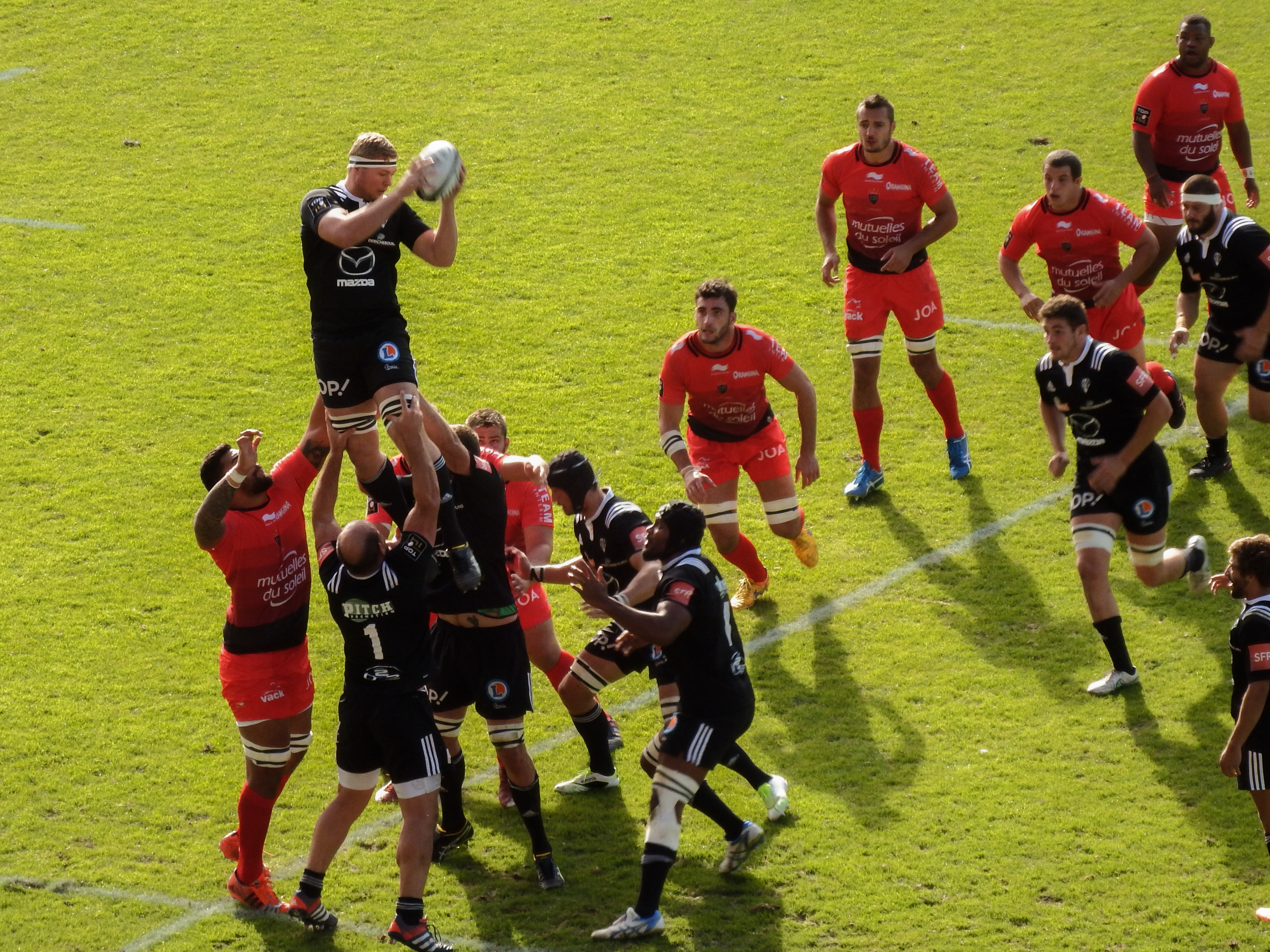
Le CA Brive s'impose à domicile contre le RC Toulon lors de la 5e journée.

## Calendrier et résultats[1]

### Matchs amicaux
- RC Toulon - ASM Clermont : 26-0
- RC Toulon - Stade français : 31-14

### Top 14
| - RC Toulon - Racing 92 : 22-27 - Castres olympique - RC Toulon : 24-9 - Stade français - RC Toulon : 24-9 - RC Toulon- Stade rochelais : 45-24 - CA Brive - RC Toulon : 29-26 - RC Toulon- US Oyonnax : 61-3 - FC Grenoble - RC Toulon : 33-29 - RC Toulon- Montpellier HR : 52-8 - ASM Clermont - RC Toulon : 9-35 - RC Toulon - SU Agen : 53-23 - Stade toulousain - RC Toulon : 31-8 - RC Toulon - Section paloise : 21-17 - Union Bordeaux Bègles - RC Toulon : 15-12 | - Racing 92 - RC Toulon : 20-21 - RC Toulon - Castres olympique : 17-7 - RC Toulon - Stade français : 23-16 - Stade rochelais - RC Toulon : 19-14 - RC Toulon - CA Brive : 44-15 - US Oyonnax - RC Toulon : 13-44 - RC Toulon - FC Grenoble : 38-8 - Montpellier HR - RC Toulon : - RC Toulon - ASM Clermont : 18-19 - SU Agen - RC Toulon : - RC Toulon - Stade toulousain : 10-12 - Section paloise - RC Toulon : 9-25 - RC Toulon - Union Bordeaux Bègles : |

Avec 16 victoires et 10 défaites, le RC Toulon termine 2e de la phase régulière et se qualifie directement pour les demi-finales.

| Rang | Club                   | J  | V  | N | D  | Em | Ee | Bo | Bd | Pm  | Pe  | Diff | Pts |
| ---- | ---------------------- | -- | -- | - | -- | -- | -- | -- | -- | --- | --- | ---- | --- |
| 1    | ASM Clermont           | 26 | 18 | 1 | 7  | 75 | 31 | 10 | 4  | 735 | 431 | +304 | 88  |
| 2    | RC Toulon              | 26 | 16 | 0 | 10 | 89 | 35 | 11 | 7  | 764 | 446 | +318 | 82  |
| 3    | Montpellier HR         | 26 | 18 | 0 | 8  | 68 | 49 | 7  | 2  | 723 | 569 | +154 | 81  |
| 4    | Racing 92              | 26 | 18 | 1 | 7  | 62 | 36 | 5  | 2  | 614 | 522 | +92  | 81  |
| 5    | Stade toulousain       | 26 | 16 | 2 | 8  | 76 | 33 | 7  | 4  | 680 | 393 | +287 | 79  |
| 6    | Castres olympique      | 26 | 15 | 0 | 11 | 67 | 35 | 6  | 5  | 650 | 496 | +154 | 71  |
| 7    | Union Bordeaux Bègles  | 26 | 14 | 2 | 10 | 44 | 45 | 3  | 4  | 552 | 503 | +49  | 67  |
| 8    | CA Brive               | 26 | 13 | 1 | 12 | 42 | 48 | 4  | 4  | 540 | 544 | -4   | 62  |
| 9    | Stade rochelais        | 26 | 11 | 0 | 15 | 49 | 60 | 4  | 6  | 553 | 656 | -103 | 54  |
| 10   | FC Grenoble            | 26 | 10 | 0 | 16 | 58 | 90 | 4  | 3  | 605 | 779 | -174 | 47  |
| 11   | Section paloise P      | 26 | 10 | 1 | 15 | 30 | 73 | 1  | 3  | 420 | 675 | -255 | 46  |
| 12   | Stade français Paris T | 26 | 9  | 0 | 17 | 44 | 60 | 2  | 3  | 543 | 631 | -88  | 41  |
| 13   | SU Agen P              | 26 | 5  | 0 | 21 | 47 | 99 | 1  | 5  | 531 | 846 | -315 | 26  |
| 14   | Oyonnax Rugby          | 26 | 5  | 0 | 21 | 37 | 92 | 2  | 2  | 429 | 847 | -418 | 24  |

#### Phases finales

##### Demi-finales
Opposé au Montpellier HR, qui a terminé 3e de la phase régulière, et qui a éliminé le Castres olympique en match de barrage, le RC Toulon se qualifie en disposant de son adversaire par 27 à 18.
| 18 juin 2016 20h45 | RC Toulon | 27–18 (14–6) | Montpellier HR                                                                                     | Roazhon Park, Rennes 28 937 spectateurs Arbitre : Romain Poite |
| 18 juin 2016 20h45 | Essai(s) : Tuisova (31e), Nonu (43e) Transformation(s) : Halpfenny (43e) Pénalité(s) : Halfpenny (2e, 11e, 19e, 50e, 64e) |              | Essai(s) : Mogg (54e, 59e) Transformation(s) : Catrakilis (59e) Pénalité(s) : Catrakilis (8e, 14e) | Roazhon Park, Rennes 28 937 spectateurs Arbitre : Romain Poite |
| 18 juin 2016 20h45 | |              | | Roazhon Park, Rennes 28 937 spectateurs Arbitre : Romain Poite |

##### Finale
Opposé au Racing 92, qui a terminé 4e de la phase régulière, et qui a éliminé le Stade toulousain en match de barrage, puis l'ASM Clermont en demi-finale, le RC Toulon est battu son adversaire 21 à 29.
(mt : 12 – 14)
Points marqués :
- Racing 92 : 
1 essai de Rokocoko (59e)
8 pénalités de Carter (7e, 25e, 40e, 58e, 80e) et Goosen (33e, 48e, 51e)
- RC Toulon : 
2 essais de  Gorgodze (29e) et Mermoz (71e) 
 1 transformation de Halfpenny (71e)
3 pénalités de Halfpenny (2e, 19e, 23e)

Évolution du score : 0-3, 3-3, 3-6, 3-9, 6-9, 6-14, 9-14, 12-14, 15-14, 18-14, 21-14, 26-14, 26-19, 26-21, 29-21.
Arbitre : Mathieu Raynal
Résumé
| Racing 92 · Titulaires · Brice Dulin 15 · Joe Rokocoko 14 · Johan Goosen 13 · Henry Chavancy 12 · Juan Imhoff 11 · Daniel Carter 10 · 17e Maxime Machenaud 9 · 73e Chris Masoe 8 · Yannick Nyanga 7 · Wenceslas Lauret 6 · 69eManuel Carizza 5 · Bernard Le Roux 4 · 63e Ben Tameifuna 3 · 60e Dimitri Szarzewski 2 · 71e Eddy Ben Arous 1 · Remplaçants · 60e Camille Chat 16 · 63e Luc Ducalcon 17 · 69e Juandré Kruger 18 · 71e Khatchik Vartanov 19 · 73e Antonie Claassen 20 · Entraîneurs · Laurent Labit · Laurent Travers · Ronan O'Gara |  | RC Toulon · Titulaires · 73e Leigh Halfpenny 15 · 63e Josua Tuisova 14 · Mathieu Bastareaud 13 · Maxime Mermoz 12 · Bryan Habana 11 · 63e Matt Giteau 10 · Jonathan Pelissié 9 · Steffon Armitage 8 · Juan Martin Fernandez Lobbe 7 · 64e Mamuka Gorgodze 6 · 55e Konstantin Mikautadze 5 · Samu Manoa 4 · 63eLevan Chilachava 3 · 55e Guilhem Guirado 2 · 49e à 59e 73e Xavier Chiocci 1 · Remplaçants · 55e Jean-Charles Orioli 16 · 55e Romain Taofifenua 17 · 63e Frédéric Michalak 18 · 63e Manasa Saulo 19 · 63e Delon Armitage 20 · 64e Virgile Bruni 21 · 73e Théo Belan 22 · 73e Florian Fresia 23 · Entraîneurs · Bernard Laporte · Jacques Delmas · Steve Meehan |

### Coupe d'Europe
Dans la Coupe d'Europe le Rugby club toulonnais, tenant du titre, fait partie de la poule 5 et sera opposé aux Irlandais du Leinster et aux Anglais de Bath et des London Wasps.
| - RC Toulon - Bath : 12-9 - London Wasps - RC Toulon : 32-6 - RC Toulon - Leinster : 24-9 | - Bath - RC Toulon : 14-19 - RC Toulon - London Wasps : 15-11 - Leinster - RC Toulon : 16-20 |

Avec 5 victoires et 1 défaite, le RC Toulon termine 2e de la poule 5 à égalité de points avec le premier et se qualifie pour les quarts de finale.

| Rang | Équipe      | J | V | N | D | Em | Ee | Bo | Bd | Pm  | Pe  | Diff | Pts |
| ---- | ----------- | - | - | - | - | -- | -- | -- | -- | --- | --- | ---- | --- |
| 1    | Wasps       | 6 | 4 | 0 | 2 | 19 | 8  | 2  | 2  | 186 | 72  | +114 | 20  |
| 2    | RC Toulon T | 6 | 5 | 0 | 1 | 9  | 7  | 0  | 0  | 96  | 91  | +5   | 20  |
| 3    | Bath Rugby  | 6 | 2 | 0 | 4 | 7  | 8  | 0  | 2  | 88  | 131 | -43  | 10  |
| 4    | Leinster    | 6 | 1 | 0 | 5 | 5  | 17 | 0  | 2  | 82  | 158 | -76  | 6   |

#### Phases finales
Quarts de finale
- Racing 92 - RC Toulon : 19-16

## Effectif 2015-2016
| Nom                         | Poste                          | Naissance         | Nationalité sportive | International | Dernier club       | Arrivée au club (année) | JIFF |
| --------------------------- | ------------------------------ | ----------------- | -------------------- | ------------- | ------------------ | ----------------------- | ---- |
| Anthony Étrillard           | Talonneur                      | 21 mars 1993      | France               | -             | Aviron bayonnais   | 2015                    | oui  |
| Guilhem Guirado             | Talonneur                      | 17 juin 1986      | France               |               | USA Perpignan      | 2014                    | oui  |
| Jean-Charles Orioli         | Talonneur                      | 9 août 1989       | France               | -             | Formé au club      | 2009                    | oui  |
| Xavier Chiocci              | Pilier gauche                  | 13 février 1990   | France               |               | Formé au club      | 2001                    | oui  |
| Florian Fresia              | Pilier gauche                  | 17 janvier 1992   | France               | -             | Formé au club      | 2012                    | oui  |
| Alexandre Menini            | Pilier gauche                  | 5 août 1983       | France               |               | Biarritz olympique | 2013                    | oui  |
| Mohamed Boughanmi           | Pilier droit                   | 27 octobre 1991   | France               | -             | AS Béziers Hérault | 2015                    | oui  |
| Levan Chilachava            | Pilier droit                   | 17 août 1991      | Géorgie              |               | Formé au club      | 2011                    | oui  |
| Salesi Ma'afu               | Pilier droit                   | 22 mars 1983      | Australie            |               | Northampton Saints | 2015                    | non  |
| Matt Stevens                | Pilier droit                   | 1er octobre 1982  | Angleterre           |               | Sharks             | 2015                    | non  |
| Thibault Lassalle           | Deuxième ligne                 | 22 août 1987      | France               | -             | US Oyonnax         | 2015                    | oui  |
| Konstantin Mikautadze       | Deuxième ligne                 | 1er juillet 1991  | Géorgie              |               | Formé au club      | 2011                    | oui  |
| Andrew Cramond              | Deuxième ligne                 | 15 avril 1994     | Écosse               | -             | Aberdeen Grammar   | 2014                    | non  |
| Paul O'Connell              | Deuxième ligne                 | 20 octobre 1979   | Irlande              |               | Munster Rugby      | 2015                    | non  |
| Jocelino Suta               | Deuxième ligne                 | 18 novembre 1982  | France               |               | Stade montois      | 2008                    | oui  |
| Romain Taofifénua           | Deuxième ligne                 | 14 septembre 1990 | France               |               | USA Perpignan      | 2014                    | oui  |
| Gregory Annetta             | Troisième ligne aile           | 30 décembre 1994  | France               | -             | Formé au club      | 2015                    | oui  |
| Steffon Armitage            | Troisième ligne aile/centre    | 20 septembre 1985 | Angleterre           |               | London Irish       | 2011                    | oui  |
| Virgile Bruni               | Troisième ligne aile           | 6 décembre 1989   | France               | -             | Formé au club      | 2012                    | oui  |
| Mamuka Gorgodze             | Troisième ligne aile           | 14 octobre 1984   | Géorgie              |               | Montpellier HR     | 2014                    | non  |
| Juan Smith                  | Troisième ligne aile           | 30 juillet 1981   | Afrique du Sud       |               | Cheetahs           | 2013                    | non  |
| Gerhard Vosloo              | Troisième ligne aile           | 10 mai 1979       | Afrique du Sud       | -             | ASM Clermont       | 2014                    | non  |
| Juan Martín Fernández Lobbe | Troisième ligne centre         | 19 novembre 1981  | Argentine            |               | Sale Sharks        | 2009                    | non  |
| Charles Ollivon             | Troisième ligne centre         | 11 mai 1993       | France               |               | Aviron bayonnais   | 2015                    | oui  |
| Samu Manoa                  | Troisième ligne centre         | 5 mars 1985       | États-Unis           |               | Northampton Saints | 2015                    | non  |
| Duane Vermeulen             | Troisième ligne centre         | 3 juillet 1986    | Afrique du Sud       |               | Stormers           | 2015                    | non  |
| Éric Escande                | Demi de mêlée                  | 18 novembre 1992  | France               | -             | Montpellier HR     | 2014                    | oui  |
| Anthony Méric               | Demi de mêlée                  | 15 février 1995   | France               | -             | Formé au club      | 2015                    | oui  |
| Jonathan Pélissié           | Demi de mêlée                  | 6 juin 1988       | France               |               | Montpellier HR     | 2015                    | oui  |
| Sébastien Tillous-Borde     | Demi de mêlée                  | 29 avril 1985     | France               |               | Castres olympique  | 2011                    | oui  |
| Frédéric Michalak           | Demi de mêlée/d'ouverture      | 16 octobre 1982   | France               |               | Sharks             | 2012                    | oui  |
| Anthony Belleau             | Demi d'ouverture               | 8 avril 1996      | France               | -             | Formé au club      | 2015                    | oui  |
| Quade Cooper                | Demi d'ouverture               | 5 avril 1988      | Australie            |               | Queensland Reds    | 2015                    | non  |
| Matthew Giteau              | Demi d'ouverture/Centre        | 29 septembre 1982 | Australie            |               | Brumbies           | 2011                    | non  |
| Ulupano Seuteni             | Demi d'ouverture               | 9 décembre 1993   | Australie            | -             | Queensland Reds    | 2014                    | non  |
| Willie du Plessis           | Demi d'ouverture               | 5 juin 1990       | Afrique du Sud       | -             | Cheetahs           | 2015                    | non  |
| James O'Connor              | Demi d'ouverture/Centre/Ailier | 5 novembre 1990   | Australie            |               | Queensland Reds    | 2015                    | non  |
| Mathieu Bastareaud          | Centre                         | 17 septembre 1988 | France               |               | Stade français     | 2011                    | oui  |
| Théo Belan                  | Centre                         | 15 novembre 1992  | France               | -             | Formé au club      | 2013                    | oui  |
| Maxime Mermoz               | Centre                         | 28 juillet 1986   | France               |               | USA Perpignan      | 2012                    | oui  |
| Ma'a Nonu                   | Centre                         | 21 mai 1982       | Nouvelle-Zélande     |               | Hurricanes         | 2015                    | non  |
| Mitch Inman (en)            | Centre                         | 24 octobre 1988   | Australie            | -             | Melbourne Rebels   | 2015                    | non  |
| Jimmy Yobo                  | Centre                         | 20 février 1992   | France               | -             | Stade aurillacois  | 2014                    | oui  |
| Sireli Bobo                 | Ailier                         | 28 janvier 1976   | Fidji                |               | Stade rochelais    | 2015                    | non  |
| Bryan Habana                | Ailier                         | 12 juin 1983      | Afrique du Sud       |               | Stormers           | 2013                    | non  |
| Drew Mitchell               | Ailier                         | 26 mars 1984      | Australie            |               | Waratahs           | 2013                    | non  |
| Josua Tuisova               | Ailier                         | 17 avril 1994     | Fidji                | -             | Formé au club      | 2013                    | non  |
| Lachlan Turner              | Ailier/Arrière                 | 5 octobre 1987    | Australie            |               | Brisbane City      | 2015                    | non  |
| Julien Caminati             | Ailier/Arrière                 | 28 octobre 1985   | France               | -             | FC Grenoble        | 2015                    | oui  |
| Delon Armitage              | Arrière                        | 15 décembre 1983  | Angleterre           |               | London Irish       | 2012                    | oui  |
| Leigh Halfpenny             | Arrière                        | 22 décembre 1988  | Pays de Galles       |               | Cardiff Blues      | 2014                    | non  |

## Statistiques

### Statistiques collectives
Attaque
Défense

### Statistiques individuelles
Meilleur réalisateur
Top 14: Jonathan Pélissié: 199 pts (3 essais, 38 transformations, 36 pénalités)